# Automatic Secure Voice Communications Network
Das Automatic Secure Voice Communications Network (AUTOSEVOCOM) war ein weltweites, vermitteltes sicheres Telefonnetz der Streitkräfte der Vereinigten Staaten und war von den späten 1960ern bis Ende der 1980er Jahre in Betrieb. Es war dem Automatic Voice Network (AUTOVON) sehr ähnlich, welches das militärische Hauptnetz für nicht-sichere Gespräche war.

## Phase I
Während der Mitte der 1960er Jahre begann die US-Regierung, ein weltweites sicheres Telefonnetz aufzubauen. Dieses wurde als Automatic Secure Voice Communications Network oder mit seinem Akronym AUTOSEVOCOM bezeichnet und war das erste Projekt der National Security Agency zur Sicherung des Telefonkommunikation des US-Verteidigungsministeriums. Es war ein umständliches und teures System, welches nur für sehr wichtige Benutzer bereitgestellt wurde. Aufgrund dieser Unzulänglichkeiten brach das Verteidigungsministerium das Projekt nach 1850 Terminals in den späten 1960er Jahren ab um auf ein besseres System zu hoffen.
Phase I des Netzes wurde durch den Deputy Secretary of Defense (stellvertretender Verteidigungsminister) im Juli 1967 genehmigt, danach dauerte es mehrere Jahre um AUTOSEVOCOM in den Vereinigten Staaten zu implementieren. AUTOSEVOCOM-I war ein nicht-taktisches Netz, welches es Nutzern gestattete, über klassifizierte oder sensible Informationen am Telefon zu reden. Das Netzwerk bestand aus Vermittlungsstellen, Übertragungseinrichtungen und Terminals bei den Endanwendern. Endanwender wurden entweder an einer AUTOSEVOCOM-Vermittlung, an einer AUTOVON-Vermittlung oder an einem Joint Overseas Switchboard (JOSS) angeschlossen, welches beispielsweise von einer der vielen Fernmeldeeinheiten (Signal Battalions) in Vietnam betrieben und gewartet wurde.
Die AUTOSEVOCOM-Vermittlungseinrichtungen waren für Breitband-Gespräche zwischen lokalen Benutzern ausgelegt und erlaubten ihnen sichere Weitverkehrsverbindungen aufzubauen. Der Großteil der Weitverkehrsverbindungen wurde über AUTOVON geroutet.

## Phase II
Schwierigkeiten mit der Sprachverständlichkeit, Anforderungen für die Spracherkennung, die Notwendigkeit der Möglichkeit von Telefonkonferenzen, schnellerer Service und ein einfacheres Verfahren zum Aufbau von Gesprächen führten dazu, dass das Verteidigungsministerium die Entwicklung eines neuen, verbesserten Systems genehmigte, welches AUTOSEVOCOM II genannt wurde. Hierbei war die Army die Behörde mit den größten Anforderungen an ein neues System. Im Mai 1976 stimmte der stellvertretende Verteidigungsminister dem AUTOSEVOCOM-II-Projekt vollständig zu.
AUTOSEVOCOM II integrierte technologischen Fortschritt und ermöglichte es, mehreren tausend Anwendern eine höhere Kommunikationsqualität zu bieten, als es 1980 bis 1985 in Betrieb ging. Hierbei stellte das U.S. Army Communications Command den Programmverantwortlichen für das AUTOSEVOCOM-II-Programm dar.
Das Automatic Secure Voice Communications Network wurde durch das Defense Red Switch Network (DRSN) und die abhörsicheren Telefone STU-III ersetzt. Die letzte AUTOSEVOCOM-Vermittlungseinheit der Welt wurde 1994 im Pentagon abgeschaltet.